# فيتو داماتو
فيتو داماتو (بالإيطالية: Vito D'Amato)‏ هو لاعب كرة قدم إيطالي، ولد في 27 يوليو 1944 في غاليبولي في إيطاليا. لعب مع إنتر ميلان ونادي تشيزينا ونادي روما ونادي فروسينوني ونادي كاتانيا ونادي لاتسيو وهيلاس فيرونا.

## وصلات خارجية
- فيتو داماتو على موقع قاعدة بيانات كرة القدم.إي يو (الإنجليزية)